# 65. nordlige breddekreds
Den 65. nordlige breddekreds (eller 65 grader nordlig bredde) er en breddekreds, der ligger 65 grader nord for ækvator. Den løber gennem Atlanterhavet, Europa, Asien og Nordamerika.